# Віденська мирна угода 1738 року
Віденська мирна угода (нім. Frieden von Wien) — мирний договір, підписаний у Відні 18 листопада 1738, що завершив Війну за Польську спадщину. З боку Австрії договір підписав граф Філіп Цінцендорф, а з боку Франції та її союзників (Іспанії, Сардинії) — Жан де ла Бон. Угода, головним чином, повторювала умови прелімінарного мирного договору, підписаного там же 3 жовтня 1735 року.

## Умови угоди
Це був один з останніх міжнародних договорів, написаних латиною (разом з Белградським договором, підписаним наступного року).
За умовами договору Франція гарантувала прагматичну санкцію і визнавала курфюрста саксонського Фрідріха Августа II польським королем під ім'ям Августа III. За Станіславом Лещинським залишався довічно королівський титул, йому також передавалися Лотаринзьке і Барське герцогства, які після його смерті повинні були відійти до Франції. Герцог Лотаринзький Франц Стефан, зять імператора Карла VI, як компенсацію за Лотарингію отримував Герцогство Парми та П'яченци та Велике герцогства Тосканське, престол якого виявився вакантним у зв'язку з припиненням династії Медічі.
Австрія відмовлялася від здобутого нею за підсумками Утрехтського мирного договору і Лондонського договору 1720 року Сицилійського королівства, яке було передано молодшої лінії іспанських Бурбонів (без права об'єднання з Іспанією під одним скіпетром).
Сардинія отримувала частину Міланського герцогства (Новара, Тортона), що належав Австрії.
Російська імперія актами від 15 травня і 23 листопада 1736 року декларувала свою згоду з прелімінарним мирним договором 1735 року і приєдналася до Віденської мирної угоди (точніше, до її 6-ї статті, яка формулювала згоду з польського питання) актом від 21 травня 1739 року.

## Підсумки угоди
Віденська мирна угода стала військовою та дипломатичною поразкою Австрії, яка через невдалу турецьку війну була змушена закріпити важкі умови прелімінарного договору з Францією 1735 року, прагнучи за посередництва останньої укласти мир з Портою. У той же час договір був великим успіхом Франції, якій вдалося не тільки значно послабити позиції Австрії в Італії, але і завершити, з приєднанням Лотарингії, возз'єднання своєї національної території. Одночасно Віденський мирний договір був відображенням військово-дипломатичних успіхів Російської імперії, яка здобула перемогу над Францією в польському питанні.